# 対自
| ウィキペディアには「対自」という見出しの百科事典記事はありません（タイトルに「対自」を含むページの一覧/「対自」で始まるページの一覧）。 代わりにウィクショナリーのページ「対自」が役に立つかもしれません。 |